# Dubovice
Dubovice település Csehországban, a Pelhřimovi járásban. Dubovice Nová Cerekev és Pelhřimov településekkel határos. Lakosainak száma 81 fő (2024. január 1.).

## Népesség
A település lakosságának változását az alábbi diagram mutatja:
| Lakosok száma | 144  | 146  | 137  | 95   | 78   | 72   | 73   | 75   | 77   | 81   |
|               | 1869 | 1900 | 1921 | 1961 | 1980 | 2011 | 2016 | 2019 | 2021 | 2024 |